# 三堡街道
三堡街道是中华人民共和国江苏省徐州市铜山区下辖的一个街道办事处。
2013年8月6日，江苏省人民政府批复同意撤销三堡镇，以原三堡镇的三堡、四堡、新何、黄桥4个居委会区域和潘楼、胜阳2个村委会区域设立三堡街道办事处，街道办事处驻府前街1号。

## 行政区划
三堡街道下辖以下村级行政区划单位：
四堡社区、潘楼社区、新何社区、胜阳社区、黄桥社区和三堡村。